# Шелест, Игорь Иванович
Игорь Иванович Шелест (24 января 1914, Москва — 13 апреля 1992, Жуковский, Московская область) — советский лётчик-испытатель, автор книг об авиации.

## Биография
Игорь Иванович Шелест родился в Москве 24 января 1914 года.
После окончания школы работал клёпальщиком на авиационном заводе, учился в Высшей лётно-планерной школе. После окончания учёбы работал планеристом-инструктором в Московской планерной школе, а с 1934 по 1937 годы инструктором в Высшей лётно-планерной школе. Во время работы в ВЛПШ провёл испытания ряда моделей планеров. С 1937 по 1939 годы работал лётчиком, командиром отряда в Центральном аэроклубе. С 1939 года перешёл на работу лётчиком-испытателем в ЦАГИ. Учился в Московском авиационном институте, но не завершил полный курс (ушел в 1940 году по окончании 2-го курса). С апреля 1941 года перешёл на работу в ЛИИ.
Летом 1941 года была сформирована 2-я отдельная эскадрилья по обороне неба Москвы, в составе которой Игорь Шелест служил в июле — августе 1941 года. Затем он был отозван обратно на работу в ЛИИ. Проводил испытания транспортно-десантных планеров КАИ-5 «Сокол», «Орёл», ДБП-2. Он также проводил испытания самолёта УТ-2 на воздушной подушке, самолётов Ту-2С, И-224, Як-9 с двигателем М-107ВК. Досадная случайность произошла в сентябре 1944 года с Шелестом: лётчик испытатель Г. И. Хруслов (1913-1944) вырулил на взлетную полосу, когда на неё садился с выключенным мотором аварийный истребитель Игоря Шелеста; при столкновении погибло несколько человек, в том числе и Хруслов.
Кроме испытаний Игорь Шелест занимался разработкой различных устройств для самолётов, совместно с лётчиком-испытателем В. С. Васяниным разработал систему дозаправки самолётов в воздухе «с крыла на крыло» и провёл её испытания. За свои разработки получил 7 авторских свидетельств.
В 1954 году Шелесту была присвоена квалификация лётчика-испытателя 1 класса. С 1954 года Игорь Шелест работал учёным секретарём методического совета ЛИИ, затем начальником лётно-инспекторской группы и, с 1962 по 1985 годы, ведущим инженером-методистом.
С начала 1960-х годов Шелест начал публиковать свои документальные повести о лётчиках-испытателях, которые выходили в центральных журналах, в частности в журнале «Молодая гвардия», а затем издавались отдельными книгами. Стал членом Союза писателей СССР.
Игорь Иванович Шелест умер 13 апреля 1992 года. Он похоронен на кладбище села Островцы в Московской области.